# Campos del Río
Campos del Río ist eine südostspanische Kleinstadt und eine aus dem Hauptort und dem Weiler Los Rodeos bestehende Gemeinde (municipio) mit 2.151 Einwohnern (Stand: 2024) im Zentrum der autonomen Gemeinschaft Murcia.

## Lage
Die Stadt Campos del Río liegt am Río Mula, einem Nebenfluss des Río Segura, gut 27 km (Fahrtstrecke) nordwestlich der Stadt Murcia in einer Höhe von ca. 160 m. Das Klima im Winter ist gemäßigt, im Sommer dagegen warm bis heiß; die geringen Niederschlagsmengen (ca. 305 mm/Jahr) fallen – mit Ausnahme der nahezu regenlosen Sommermonate – verteilt übers ganze Jahr.

## Bevölkerungsentwicklung
| Jahr      | 1857  | 1900  | 1950  | 2000  | 2017  |
| Einwohner | 1.180 | 1.491 | 2.254 | 2.035 | 2.022 |

Die Mechanisierung der Landwirtschaft hat sich nur wenig auf die Einwohnerzahl der Gemeinde ausgewirkt, da sich die Landwirtschaft seit dem Ende des 20. Jahrhunderts zunehmend auf Gewächshauskulturen spezialisiert hat. Ungefähr 8 % der Bevölkerung sind Ausländer.

## Wirtschaft
Die Region um Campos del Río ist seit Jahrhunderten agrarisch orientiert, wobei früher hauptsächlich zum Zweck der Selbstversorgung gewirtschaftet wurde. Neben der bereits von den Mauren betriebenen Anpflanzung von Mandel- und Olivenbäumen in den Tallagen sind heute vor allem Gewächshauskulturen für Gemüse und Blumen von Bedeutung. Im Ort selbst haben sich Kleinhändler, Handwerker und Dienstleister aller Art angesiedelt.

## Geschichte
Prähistorische, iberische, römische und westgotische Funde sind äußerst spärlich. In den Jahren 711–756 gehörte die Gegend zum weitgehend unabhängigen Reich Todmir, welches erst im Jahr 756 in Al-Andalus aufging. Im Rahmen der christlichen Rückeroberung (reconquista) stießen die Aragonesen und Kastilier nach Murcia vor. Die erste urkundliche Erwähnung des Ortsnamens stammt aus dem Jahr 1257 als Teil der Gemeinde Mula. Das seit dem Ende des Kalifats von Córdoba (1031) quasi unabhängige Taifa-Königreich Murcia wurde danach in ein christliches Königreich umgewandelt, welches jedoch eng mit der Krone von Kastilien verflochten war, doch kam es in den Jahren 1296 bis 1304 vorübergehend unter aragonesische Herrschaft. Nach der von Philipp III. (reg. 1598–1621) und seinem Ersten Minister, dem Herzog von Lerma, befohlenen Vertreibung der letzten Mauren (moriscos) zu Beginn des 17. Jahrhunderts ging die Einwohnerzahl der Region deutlich zurück.

## Sehenswürdigkeiten

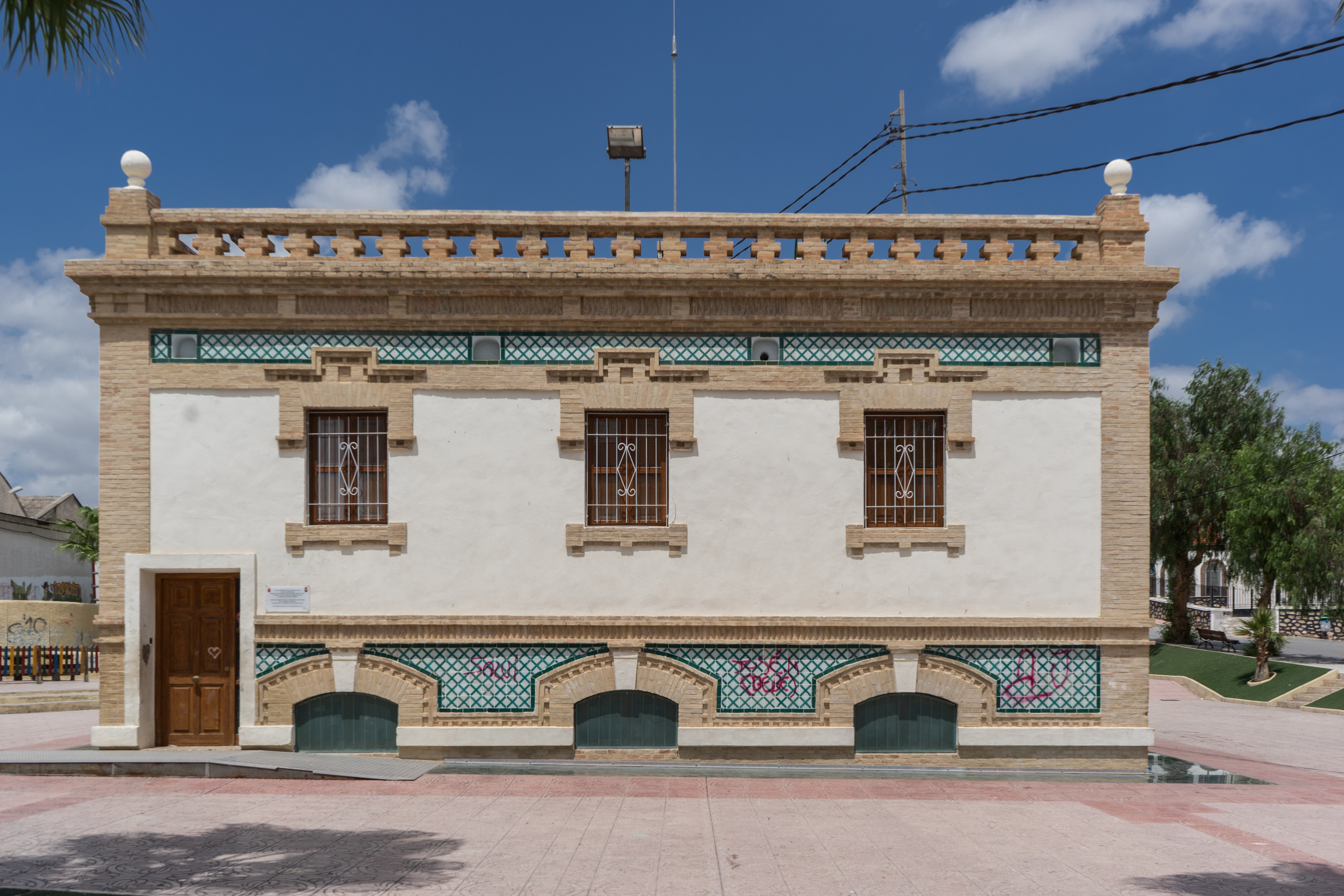
Ehem. Bahnhof in Campos del Río

- Die einschiffige Iglesia de San Juan Bautista stammt aus dem 18. Jahrhundert; sie wurde jedoch später mehrfach verändert.[5]
- Der Uhrturm (torre de reloj) ist ein Bau des 19. Jahrhunderts. Auf seinem Flachdach befindet sich eine schmiedeeiserne Halterung mit einer Glocke (campana).[6]
- Ältestes Bauwerk der Gemeinde ist ein Wachturm (atalaya) aus dem 14. oder 15. Jahrhundert.
- Ebenfalls von historischer Bedeutung ist eine Steinbrücke über den Río Mula.